# 冷たい部屋、一人/夏至の果実
「冷たい部屋、一人／夏至の果実」（つめたいへやひとり／げしのかじつ）は、小松未可子の2枚目のシングル。2012年11月7日にスターチャイルドから発売された。

## 概要
前作「Black Holy」から6ヶ月ぶりのリリースとなる2012年2作目のシングル。「冷たい部屋、一人」は、テレビアニメ『K』エンディングテーマで、楽曲プロデュースをアニメのオープニングテーマ担当のangelaが手掛けた。「夏至の果実」はノベルアプリ『レントヘッド』のエンディングテーマにそれぞれ起用された。

## 収録曲
1. 冷たい部屋、一人 [3:55]
作詞：atsuko、作曲：atsuko・KATSU、編曲：KATSU
テレビアニメ『K』エンディングテーマ
Kのヒロインであるネコをイメージした楽曲で[1]、PVでも実際に猫が登場している[2] 。
2. 夏至の果実 [4:43]
作詞・作曲・編曲：SiN
ノベルアプリ『レントヘッド』エンディングテーマ
切ない感じの楽曲となっている[1]。
3. 冷たい部屋、一人（inst）
4. 夏至の果実（inst）

DVD（初回限定盤のみ）
1. 「冷たい部屋、一人」Music Clip